# マルコス・ムスロス
マルコス・ムスロス（ギリシア語: Μάρκος Μουσοῦρος Markos Mousouros、イタリア語: Marco Musuro、1470年ごろ – 1517年）は、ヴェネツィア領クレタのカンディア（現代のクレタ島イラクリオン）で生まれたギリシャの学者、哲学者である 。

## 生涯
裕福な商人の子であったムスロスは、若くしてヴェネツィアのヤヌス・ラスカリスに師事し、1505年、パドヴァ大学でギリシア語の教授になった。彼の講義に出席したエラスムスが、彼のラテン語の知識について証言している。しかし、カンブレー同盟戦争中の1509年に大学は閉鎖され、ムスロスは同様の職を得るためヴェネツィアに戻った。
1512年にムスロスはヴェネツィアでギリシア語の教授になった。この間、当代の印刷業者、出版人であるアルドゥス・マヌティウスを通して、自身によるプラトンの版を出版した。対話篇がギリシア語で印刷されたのはこのときが初めてであった。
1516年、ムスロスは教皇レオ10世によってローマに召喚された。彼は教皇のGreek College of the Quirinal （ギムナジウム）で講義を行うとともに、ギリシア語の印刷所を設立した。プラトンの初版にギリシャ語の詩を添えたことが評価され、レオ10世は彼をペロポネソス半島のモネンバシア（マルヴァジーア）の大司教に任命したが、彼はイタリア半島を離れる前にローマで死去した。

## アルド印刷所との関係
1493年から、ムスロスは著名な出版人アルドゥス・マヌティウスと関係を持ち、マヌティウスをはじめとする学識経験者がギリシャ学振興のために設立した「ネアカデミア  (Aldine Academy of Hellenists)」に所属していた。アルド版の古典の多くはムスロス監修の下で出版されており、アリストファネス（1498年）、アテナイオス（1514年）、アレクサンドリアのヘシュキオス（1514年）、パウサニアス（1516年）の各注釈書の初版を手がけたとされている。また、ムスルスの筆跡はアルドゥスのギリシア語活字のモデルになったと言われている。ムスルスは自作の中で、ザカリアス・カリアゲスが出版した『Etymologicum Magnum』のための献辞を書き、このクレタ人の天才を讃えている。